# Lijst van vlaggen van het Verenigd Koninkrijk
Dit is een lijst van vlaggen van het Verenigd Koninkrijk.

## Nationale vlag (perFIAV-codering)
|          | Civiele vlag | Staatsvlag | Oorlogsvlag |
| -------- | ------------ | ---------- | ----------- |
| Te land  | · ?          | · ?        | · ?         |
| Te water | · ?          | · ?        | · ?         |

## Vlaggen van bestuurders
| Vlag | Periode      | Functie                                                                  | Beschrijving |
| ---- | ------------ | ------------------------------------------------------------------------ | --- |
|      | 1837 - heden | De Koninklijke standaard van het Verenigd Koninkrijk (behalve Schotland) | Een banner van de King's Arms, het wapen van het Verenigd Koninkrijk                                                                     |
|      | 1837 - heden | De Koninklijke standaard van het Verenigd Koninkrijk (alleen Schotland)  | Een banner van de King's Arms zoals gebruikt in Schotland, het koninklijke wapen van het Verenigd Koninkrijk zoals gebruikt in Schotland |

## Militaire vlaggen
| Vlag | Periode      | Functie                              | Beschrijving                                                 |
| ---- | ------------ | ------------------------------------ | ------------------------------------------------------------ |
|      |              | Vaandel van de Royal Navy            | Een wit Brits vaandel                                        |
|      | 1921 - heden | Vaandel van de Royal Air Force       | Een lichtblauw Brits vaandel met het Royal Air Force roundel |
|      |              | Vaandel van de Royal Fleet Auxiliary | Een blauw Brits vaandel met een geel anker                   |

## Overige vlaggen
| Vlag | Periode     | Functie                                          | Beschrijving |
| ---- | ----------- | ------------------------------------------------ | --- |
|      | 1600 - 1858 | Vaandel van de Britse Oost-Indische Compagnie    | Vier witte en vijf rode strepen met het Sint-Joriskruis uit de vlag van Engeland in het kanton |
|      | 1949 - 2021 | Standaard van prins Philip, hertog van Edinburgh | Eerste kwadrant Koninklijk Huis van Denemarken: drie blauwe leeuwen met negen rode harten op een geel veld. Tweede kwadrant Griekenland: wit kruis op een blauw veld. Derde kwadrant: variant van het wapenschild van Battenberg (Eder): drie witte strepen en twee zwarte strepen, die de ontdubbelde dynastie Mountbatten en von Battenberg voorstelt. Vierde kwadrant stadswapen Edinburgh en hertogdom Edinburgh: zwart en rood kasteel. |
|      | 1960 - 2022 | Persoonlijke vlag van koningin Elizabeth II      | Deze vlag, ontworpen door het College of Arms in 1960, draagt de gekroonde letter E in goud, omgeven door een krans van gouden rozen op een blauwe achtergrond, met een gouden franje. De kroon is een symbool van de rang en waardigheid van de koningin, terwijl de rozenkrans alle landen van het Gemenebest symboliseert. |